# Jealousy (album X Japan)
Jealousy – trzeci album zespołu X Japan. Wydany 1 lipca 1991 roku. Album osiągnął #1 pozycję w rankingu Oricon, sprzedał się w ilości 828 000 egzemplarzy, co czyniło go dwunastym najlepiej sprzedającym się albumem roku. Od tego czasu sprzedano ponad 1 000 000 egzemplarzy, album zyskał status diamentowej płyty
Zremasterowane wydanie albumu ukazało się 14 lutego 2007 roku, zawierało dodatkowe CD z instrumentalnymi wersjami niektórych utworów. Ta edycja osiągnęła #31 pozycję na liście Oricon.

## Lista utworów
| Nr  | Tytuł                                         | Słowa                    | Muzyka  | Czas |
| --- | --------------------------------------------- | ------------------------ | ------- | ---- |
| 1.  | "Es Dur no Piano Sen (jap. Es Durのピアノ線)" |                          | Yoshiki | 1:53 |
| 2.  | "Silent Jealousy"                             | Yoshiki                  | Yoshiki | 7:19 |
| 3.  | "Miscast"                                     | hide                     | hide    | 5:13 |
| 4.  | "Desperate Angel"                             | Toshi & Hitomi Shiratori | Taiji   | 5:54 |
| 5.  | "White Wind From Mr.Martin ～Pata's Nap～"    |                          | Pata    | 1:03 |
| 6.  | "Voiceless Screaming"                         | Toshi                    | Taiji   | 6:16 |
| 7.  | "Stab Me In The Back"                         | Hitomi Shiratori         | Yoshiki | 3:53 |
| 8.  | "Love Replica"                                | hide                     | hide    | 4:35 |
| 9.  | "Joker"                                       | hide                     | hide    | 4:35 |
| 10. | "Say Anything"                                | Yoshiki                  | Yoshiki | 8:42 |

### Jealousy Special Edition
Wersja zremasterowana
| Nr | Tytuł                                | Czas |
| -- | ------------------------------------ | ---- |
| 1. | "Silent Jealousy" (Instrumental)     | 7:21 |
| 2. | "Miscast" (Instrumental)             | 5:16 |
| 3. | "Desperate Angel" (Instrumental)     | 5:55 |
| 4. | "Voiceless Screaming" (Instrumental) | 6:18 |
| 5. | "Stab Me In The Back" (Instrumental) | 3:52 |
| 6. | "Joker" (Instrumental)               | 5:32 |
| 7. | "Say Anything" (Instrumental)        | 8:42 |

## Twórcy
- Yoshiki – perkusja, instrumenty klawiszowe
- Toshi – śpiew
- hide – gitara
- Pata – gitara
- Taiji – gitara basowa
- Aranżer i dyrygent instrumentów smyczkowych: David Campbell
- Koncertmistrz: Bruce Dukov
- Harmonijka: Stanley Behrens
- Synclavier: Steve Croes
- Chórki w Desperate Angel: Roger Love, Gene Miller, Warren Ham
- Wokale: Angel Figueroa, Laura McBroom (Joker), Sylviane Le Chevalier (Love Replica)